# Vrmac
Vrmac (cyr. Врмац) – niewielki masyw górski w południowej, nadbrzeżnej części Gór Dynarskich, położony w całości w Czarnogórze.
Vrmac tworzy nad Zatoką Kotorską półwysep rozdzielający zatokę na oddzielne zalewy. Od południowego zachodu oblewają go wody Zalewu Tivatskiego, od wschodu Kotorskiego. Od północnego zachodu oddziela go od masywów Orjenu Cieśnina Verige. Z kolei Vrmac jest przedłużeniem leżącego dalej na wschód pasma Lovćen. Najwyższym wierzchołkiem masywu jest Sveti Ilija, który osiąga wysokość 785 m n.p.m.
U jego zachodniego podnóża leży miasto Tivat, natomiast przez masyw prowadzi Tunel Vrmac, którą biegnie trasa europejska E80 i który łączy Tivat z Kotorem. Na południowym wschodzie grzbietu, naprzeciw Kotoru, znajduje się wzniesiony w czasach rządów austriackich (w 1860 roku) Fort Vrmac.